# Dendya clathrata
Dendya clathrata är en svampdjursart som först beskrevs av Carter 1883.  Dendya clathrata ingår i släktet Dendya och familjen Soleneiscidae. Inga underarter finns listade i Catalogue of Life.